# Emure
Emure est une zone de gouvernement local de l'État d'Ekiti au Nigeria,.
Le souverain traditionnel d'Emure est l'Oba (roi) d'Emure.

## Liste des rois (obas) d'Emure
Les souverains d'Emure sont tous issus de la maison Adumori. Emmanuel Adebowale Adebayo est le 10ème et actuel souverain :
1. Oba Adumori Ogunragaboja (1780-1845) ;
2. Oba Akepeola (Aminmin Ier) (1846-1850), fils du prédédent ;
3. Oba Ogunsusi (Ajirotutu Ier) Aroloye (1851-1901), frère du prédédent ;
4. Oba Fagbegi Owoso (Ajirotutu II) (1902-1907), fils du prédédent ;
5. Oba Ayibiowu Atobatele (Ajirotutu III) (1908-1924), frère du prédédent ;
6. Oba Ogunloye Arosoye (Ajirotutu IV) (1924-1931), frère des prédédents ;
7. Oba Ogunleye Ier Odundun (Ajirotutu V) (1931-1952), frère des prédédents ;
8. Oba Adebayo Ajimudaoro (Aminmin II) (1953-1963), petit-fils d'Aminmin Ier ;
9. Oba Ogunleye II Amugbay Anwo (Ajirotutu VI) (1965-1974), fils d'Ajirotutu V ;
10. Oba Emmanuel Adebowale Adebayo (Aminmin III) (depuis 2008), petit-fils d'Aminmin II ;

## Source
- (en) Cet article est partiellement ou en totalité issu de l’article de Wikipédia en anglais intitulé « Emure » (voir la liste des auteurs).